# Tipuri de fișiere în SIG (GIS)
Fișier GIS este un standard de codificare a informațiilor geografice într-un fișier digital. Acesta este creat în principal de agențiile de cartografiere guvernamentale (cum ar fi USGS sau National Geospatial-Intelligence Agency) sau de dezvoltatorii de software GIS. 

## Date Raster
Un tip de date raster este, în esență, orice tip de imagine digitală reprezentate de grile dinamice. Oricine este familiarizat cu fotografia digitală va recunoaște pixelul grafic Raster ca fiind cel mai mic bloc de construcție a unității de grilă individuale a unei imagini, de obicei nu este ușor identificat ca formă de artefact până când o imagine nu este produsă la scară foarte mare.  În timp ce o imagine digitală este reprezentată de combinația detaliilor bazate pe grilă, ca o reprezentare identificabilă a realității, într-o fotografie sau o imagine de artă digitala, tipul de date raster va reflecta o abstractizare digitalizată a realității tratată prin rețea de grile  populând diferite tonuri, sau obiecte, cantități, granițe închise sau deschise și scheme de relief pentru hărți. Fotografiile aeriene sunt o formă obișnuită de date raster, având în vedere un scop principal: afișarea unei imagini detaliate pe o zonă de hartă sau în scopul redării obiectelor sale identificabile prin digitalizare. Seturile suplimentare de date raster utilizate de un GIS vor conține informații cu privire la altitudine, un model digital de elevație sau reflectarea unei anumite lungimi de undă a luminii, Landsat sau a altor indicatori de spectru electromagnetic. 

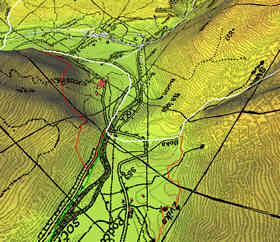
Model digital de elevație, hartă (imagine) și date vectoriale

Tipul de date Raster este compus din rânduri și coloane de celule, fiecare celulă stocând o singură valoare. Datele raster se pot reprezenta sub formă celulă de tabel unde fiecare celulă conține o valoare pentru culoare. Valorile suplimentare înregistrate pentru fiecare celulă pot fi o valoare discretă, cum ar fi utilizarea terenului, o valoare continuă, cum ar fi temperatura sau o valoare nulă dacă nu sunt disponibile date. În timp ce o celulă raster stochează o singură valoare, ea poate fi extinsă folosind benzi raster pentru a reprezenta culori RGB (roșu, verde, albastru), colormap (o mapare între un cod tematic și valoarea RGB) sau un tabel de atribute extinsă cu un rând pentru fiecare valoare unică a celulei. Rezoluția setului de date raster este lățimea celulelor sale în unitățile la sol. 
Datele raster sunt stocate în diferite formate; de la o structură standard bazată pe formate TIFF, JPEG, etc., la date de obiect binar mare (BLOB) stocate direct în baze de date relaționale (RDBMS) similar cu tipurile de date vector. Când datele raster sunt stocate în baze de date și indexarea este făcută în mod corespunzător, de obicei permite o citire a datelor mai rapidă, dar poate necesita o stocare mai mare. 

### Exemple raster
- ADRG - National Geospatial-Intelligence Agency (NGA )'s ARC Graphic Raster Digitized Raster[1]
- Fișier binar - Un fișier neformatat format din date raster scrise într-unul din mai multe tipuri de date, unde mai multe benzi sunt stocate în BSQ (band secvențial), BIP (bandă intercalată prin pixel) sau BIL (bandă intercalată prin linie). Georeferentierea și metadatele sunt stocate în unul sau mai multe fișiere atașate.[2]
- Grafic raster digital (DRG) - scanare digitală a unei hărți topografice USGS tipărite
- ECRG - Agenția Națională de Informații Geospatiale (NGA) ARC Grafic Raster comprimat (Rezoluție mai bună decât CADRG și fără pierderi de culoare)
- ECW - Gama de undă comprimată îmbunătățită (de la ERDAS). Un format de undă comprimat, adesea fără pierderi.
- Grila Esri - format raster binar și cu metadatele proprii ASCII, utilizat de Esri
- GeoTIFF - varianta TIFF îmbogățită cu metadate GIS relevante
- IMG - ERDAS IMAGINE format de fișier imagine
- JPEG2000 - format raster open-source. Un format comprimat, permite compresie fără pierderi.
- MrSID - Baza de date de imagini transparente fără rezoluție (de Lizardtech). Un format de undă comprimat, permite compresia fără pierderi.
- netCDF -CF - format de fișier netCDF cu convenții medata CF pentru date științifice pământului. Depozitare binară în format deschis cu compresie opțională. Permite accesul prin web la subseturi/agregări de hărți prin protocolul OPeNDAP .
- RPF - Format Raster, format de fișier militar specificat în MIL-STD-2411[3]
  - CADRG - ADRG comprimat, dezvoltat de NGA, compresie nominală de 55: 1 peste ADRG (tip de format Raster Product)
  - CIB - Baza de control a imaginilor, dezvoltată de NGA (tip de format de produs Raster)

#### Exemple de grilă
Folosit pentru cote (elevație): 
- USGS DEM - Modelul digital de elevație USGS
  - GTOPO30 - Model global de ridicare a terenului la 30 de secunde de arc, livrat în format USGS DEM
- DTED - Datele digitale de ridicare a terenurilor ale Agenției Naționale de Informații Geospatiale (NGA), standard militar pentru date de înălțime
- GeoTIFF - varianta TIFF dar îmbogățită cu metadate SIG relevante
- SDTS - Succesorul USGS la DEM

## Vector
Într-un SIG, caracteristicile geografice sunt adesea exprimate ca date vector, considerând aceste caracteristici ca forme geometrice. Caracteristici geografice diferite sunt exprimate prin diferite tipuri de geometrie: 

O hartă vectorială simplă, folosind fiecare dintre elementele vectoriale: puncte pentru puțuri, linii pentru râuri și un poligon pentru lac

- Puncte

Punctele în dimensiunea-zero sunt utilizate pentru caracteristicile geografice care pot fi cel mai bine exprimate printr-o singură referință, punctul - cu alte cuvinte, prin locație simplă. Exemple includ puțuri, vârfuri, caracteristici de interes și capete de traseu. Punctele transmit cea mai mică cantitate de informații din aceste tipuri de fișiere. Punctele pot fi, de asemenea, utilizate pentru a reprezenta anumite zone atunci când sunt afișate la scară mică. De exemplu, orașele de pe o hartă a lumii ar pot fi reprezentate mai degrabă prin puncte decât de poligoane.
- Linie sau polilinie

Linia unidimensională sau polilinia este utilizată pentru caracteristici liniare, cum ar fi râuri, drumuri, căi ferate, trasee și linii topografice. Din nou, ca și în cazul caracteristicilor punctelor, caracteristicile liniare afișate la scară mică vor fi reprezentate ca caracteristici liniare, mai degrabă decât ca poligon. Linia poate deține informații despre distanță.
- Poligon

Poligonul bidimensional este folosit pentru caracteristicile geografice care acoperă o anumită zonă a suprafeței pământului. Astfel de caracteristici pot include lacuri, limitele parcului, clădiri, granițe ale orașului sau utilizări ale terenurilor. Poligonul transmit cele mai multe informații tipului de fișier. Caracteristicile poligonului pot măsura perimetrul și suprafața.
Fiecare dintre aceste geometrii sunt legate de un rând într-o bază de date care descrie atributele lor. De exemplu, o bază de date care descrie lacurile poate conține adâncimea unui lac, calitatea apei, nivelul de poluare. Aceste informații pot fi folositoarea în efectuare hărților și vizualizarea datelor. De exemplu, lacurile ar putea fi colorate în funcție de nivelul de poluare. De asemenea, pot fi comparate diferite geometrii. De exemplu, în GIS ar putea fi utilizat pentru a identifica toate puțurile (geometria punctelor) care se află la un kilometru de un lac (geometria poligonului) și care are un nivel ridicat de poluare. 
Datele vectoriale pot respecta integritatea spațială prin aplicarea regulilor de topologie, cum ar fi „poligonul nu trebuie să se suprapună”. Datele vectoriale pot fi, de asemenea, folosite pentru a reprezenta fenomene variabile continue. Liniile de contur și rețelele neregulate triunghiulare (TIN) sunt utilizate pentru a reprezenta o altitudine sau alte valori în continuă schimbare. TIN-urile înregistrează valori la locațiile punctelor, care sunt conectate prin linii pentru a forma o plasă neregulată de triunghiuri. Fața triunghiurilor reprezintă suprafața terenului. 

### Exemple de date vector
- AutoCAD DXF - format vector AutoCAD DXF (de Autodesk )
- Sistemul de coordonate carteziene (XYZ) - nor de punct simplu
- Grafic liniar digital (DLG) - format USGS pentru date vectoriale
- Esri TIN - format binar proprietar privat, pentru datele de rețea triangulate neregulate utilizate de Esri
- Limbajul de marcaj geografic (GML) - standard deschis bazat pe XML (de OpenGIS) pentru schimbul de date GIS
- GeoJSON - un format ușor bazat pe JSON, utilizat de multe pachete GIS open source
- GeoMedia - Formatul bazat pe Microsoft Access al Intergraph pentru stocarea vectorială spațială
- ISFC - Soluția CAD bazată pe MicroStation de la Intergraph, atașând elemente vectoriale la o bază de date relațională Microsoft Access
- Keyhole Markup Language (KML) - standard deschis bazat pe XML (de OpenGIS) pentru schimbul de date GIS
- Format TAB MapInfo - Format vectorial de date MapInfo folosind fișierele TAB, DAT, ID și MAP
- Format Measure Map Pro - format de date XML pentru stocarea datelor GIS
- Format național de transfer (NTF) - Format național de transfer (utilizat în mare parte de UK Ordnance Survey)
- Spatialite - este o extensie spațială a SQLite, oferind funcționalitate vectorială geospatiala. Este similar cu PostGIS, Oracle Spatial și SQL Server cu extensii spațiale
- Shapefile - un format vector cunoscut în GIS, dezvoltat de Esri
- Simple Features - Specificația Open Geospatial Consortium pentru date vectoriale
- SOSI - un format de date spațiale utilizat pentru toate schimburile publice de date spațiale din Norvegia
- Spatial data file - baza de date geospatiala de înaltă performanță al Autodesk, nativ pentru MapGuide
- TIGER - Codificare geografică și referințe topologice integrate
- Vector Product Format (VPF) - Formatul de date vector pentru National Geospatial-Intelligence Agency (NGA) pentru bazele de date geografice mari

## Avantaje și dezavantaje
Există câteva avantaje și dezavantaje importante în utilizarea unui model de date raster sau vector pentru a reprezenta realitatea: 
- Seturile de date Raster înregistrează o valoare pentru toate punctele din zona acoperită, care poate necesita mai mult spațiu de stocare decât reprezentarea datelor într-un format vectorial care poate stoca date numai acolo unde este necesar.
- Datele raster sunt calculate mai puțin costisitoare decât cele vectoriale
- Combinarea valorilor și scrierea de formule personalizate pentru combinarea valorilor din diferite straturi sunt mult mai ușoare folosind date raster.
- Există probleme de transparență și aliasing atunci când se suprapun mai multe piese stivuite de imagini raster.
- Datele vectoriale permite ușor implementarea vizuală a operațiunilor de suprapunere, în special în ceea ce privește graficele și informațiile bazate pe geometrie, cum ar fi hărți, rute și fonturi personalizate, care sunt mai dificile cu datele raster.
- Datele vectoriale pot fi afișate ca grafică vectorială utilizată pe hărțile tradiționale, în timp ce datele raster vor apărea ca o imagine care poate avea un aspect blocant pentru limitele obiectelor. (în funcție de rezoluția fișierului raster).
- Datele vectoriale pot fi mai ușor de înregistrat, de scalat și reproiectat, ceea ce poate simplifica combinarea straturilor de vector din diferite surse.
- Datele vectoriale sunt mai compatibile cu mediile bazelor de date relaționale, unde pot face parte dintr-un tabel relațional ca o coloană normală și procesate folosind o multitudine de operații.
- Mărimile fișierelor vectoriale sunt de obicei mai mici decât datele raster, care pot fi de zeci, sute sau mai multe ori mai mari decât datele vectoriale (în funcție de rezoluție).
- Datele vectoriale sunt mai simple de actualizat și întreținut, în timp ce o imagine raster va trebui să fie complet reprodusă. (Exemplu: se adaugă un drum nou).
- Datele vectoriale permit mult mai multe capacități de analiză, în special pentru „rețele” precum drumuri, energie electrică, feroviară, telecomunicații etc. (Exemple: Cea mai bună rută, cel mai mare port, câmpurile aeriene conectate la autostrăzile cu două benzi). Datele raster nu vor avea toate caracteristicile pe care le afișează.

## Date non-spațiale
De asemenea, pot fi stocate și date non-spațiale suplimentare, împreună cu datele spațiale reprezentate de coordonatele unei geometrii vectoriale sau de poziția unei celule raster. În datele vectoriale, datele suplimentare conțin atribute ale caracteristicii. De exemplu, un poligon de inventar forestier poate avea, de asemenea, o valoare de identificare și informații despre speciile de arbori. În datele raster, valoarea celulei poate stoca informații despre atribute, dar poate fi de asemenea folosită ca un identificator care se poate raporta la înregistrările dintr-un alt tabel. 
În prezent, software-ul este dezvoltat pentru a sprijini luarea deciziilor spațiale și non-spațiale, soluțiile la problemele spațiale fiind integrate cu soluții la probleme non-spațiale. Rezultatul final cu aceste sisteme flexibile de luare a deciziilor spațiale (FSDSS) este de așteptat să fie faptul că non-experții vor putea utiliza SIG, împreună cu criterii spațiale și să-și integreze pur și simplu criteriile non-spațiale pentru a vizualizarea soluțiilor pentru probleme cu mai multe criterii. Acest sistem este destinat să asiste la luarea deciziilor. 

## Alte formate de fișiere GIS
- Codificare dubla independenta a hartii (DIME) - format istoric GIS, dezvoltat în anii '60
- Fișiere de date geografice (GDF) - format folosit pentru schimb de date geografice
- GeoPackage (GPKG) - Un format deschis bazat pe formatul bazei de date SQLite atât pentru datele vectoriale cât și pentru cele raster
- Text bine cunoscut (WKT) - Un limbaj de marcare a textului pentru reprezentarea geometriei caracteristicilor, dezvoltat de Open Geospatial Consortium
- Binecunoscut binar (WKB) - versiunea binară a textului binecunoscut
- Fișierul World - Fișier adițional care conține date în vederea georeferențierei a unei imagini raster (de ex JPEG, BMP)

## Vezi si
- Datum (geodezie)
- GDAL/OGR, o bibliotecă pentru citirea și scrierea mai multor formate
- Portalul de geografie